# Фёдоровская (Московская область)
Фёдоровская — деревня в Шатурском муниципальном районе Московской области. Входит в состав Дмитровского сельского поселения. Население — 21 чел. (2013).

## Расположение
Деревня Фёдоровская расположена в южной части Шатурского района, расстояние до МКАД порядка 147 км. Высота над уровнем моря 136 м.

## Название
Во всех дошедших до нас исторических документах, где упоминается деревня, зафиксировано наименование Фёдоровская.
Название происходит от личного имени Фёдор или фамилии Фёдоров.

## История
Впервые упоминается в писцовой Владимирской книге В. Кропоткина 1637—1648 гг. как деревня Фёдоровская Зачисморской кромины волости Муромское сельцо Владимирского уезда Замосковного края Московского царства. Деревня принадлежала главе московских стрельцов Григорию Михайловичу Аничкову и Фёдору Степановичу Обольянинову.
Последним владельцем деревни перед отменой крепостного права был князь Кропоткин.
После отмены крепостного права деревня вошла в состав Коробовской волости.
В советское время деревня входила в Дмитровский сельсовет.

## Население
| 1868 | 1885 | 1905 | 1926 | 1970 | 1993 |
| ---- | ---- | ---- | ---- | ---- | ---- |
| 82   | ↗146 | ↗166 | ↗186 | ↘97  | ↘19  |
| 2002 | 2006 | 2010 | 2011 | 2013 |      |
| ↘15  | ↗19  | ↗22  | ↗23  | ↘21  |      |

## Галерея

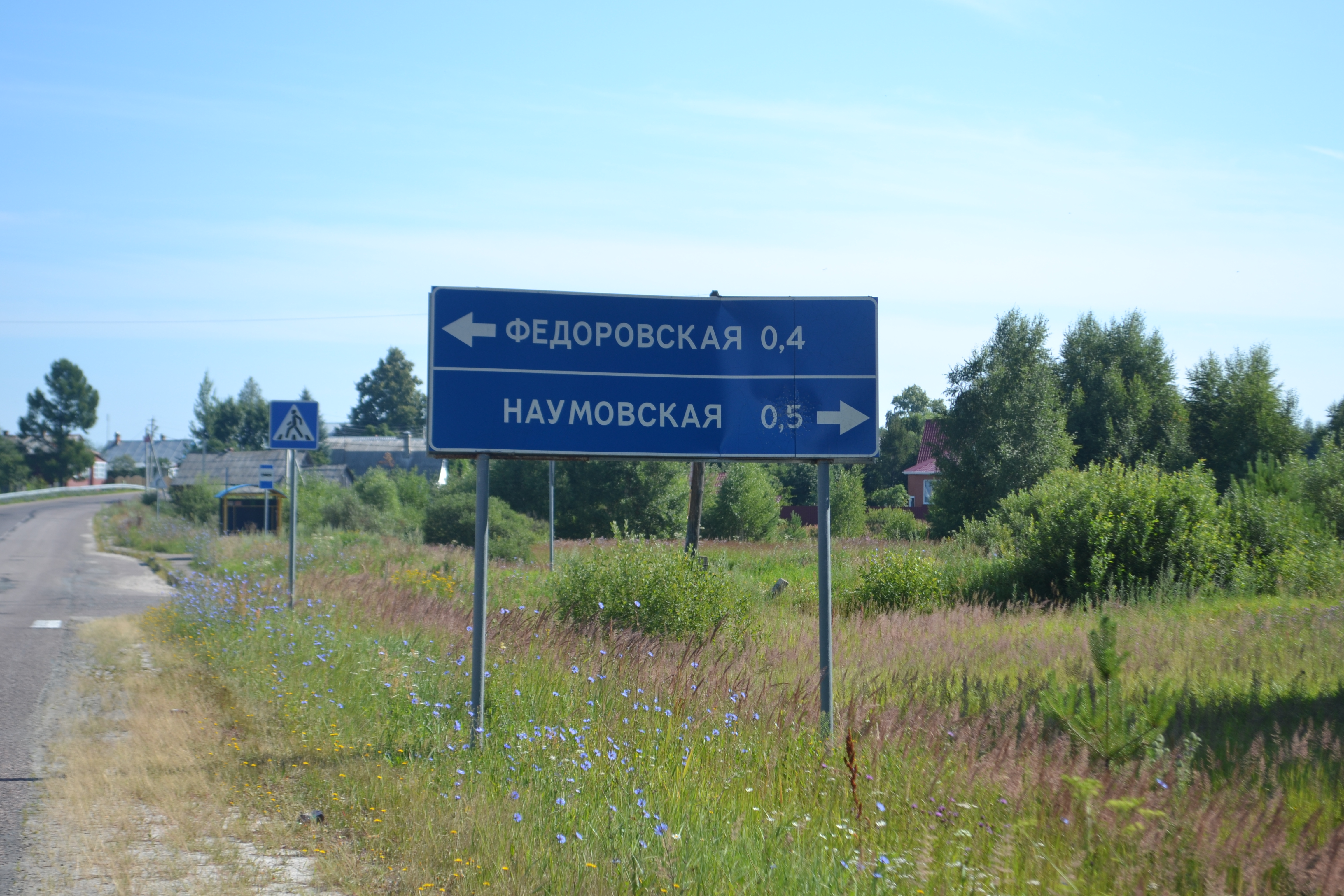
Дорожный указатель на деревню
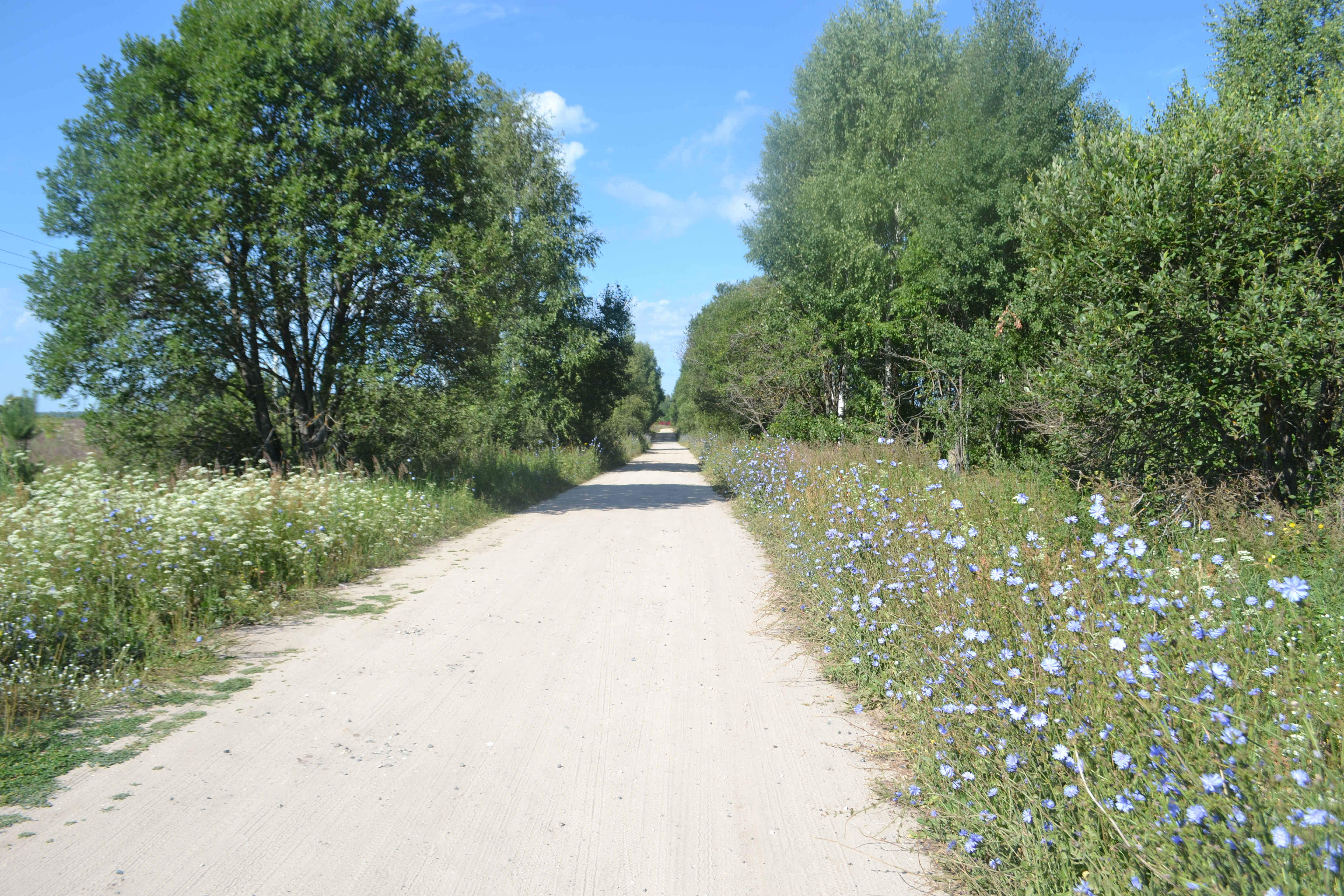
Дорога в деревню
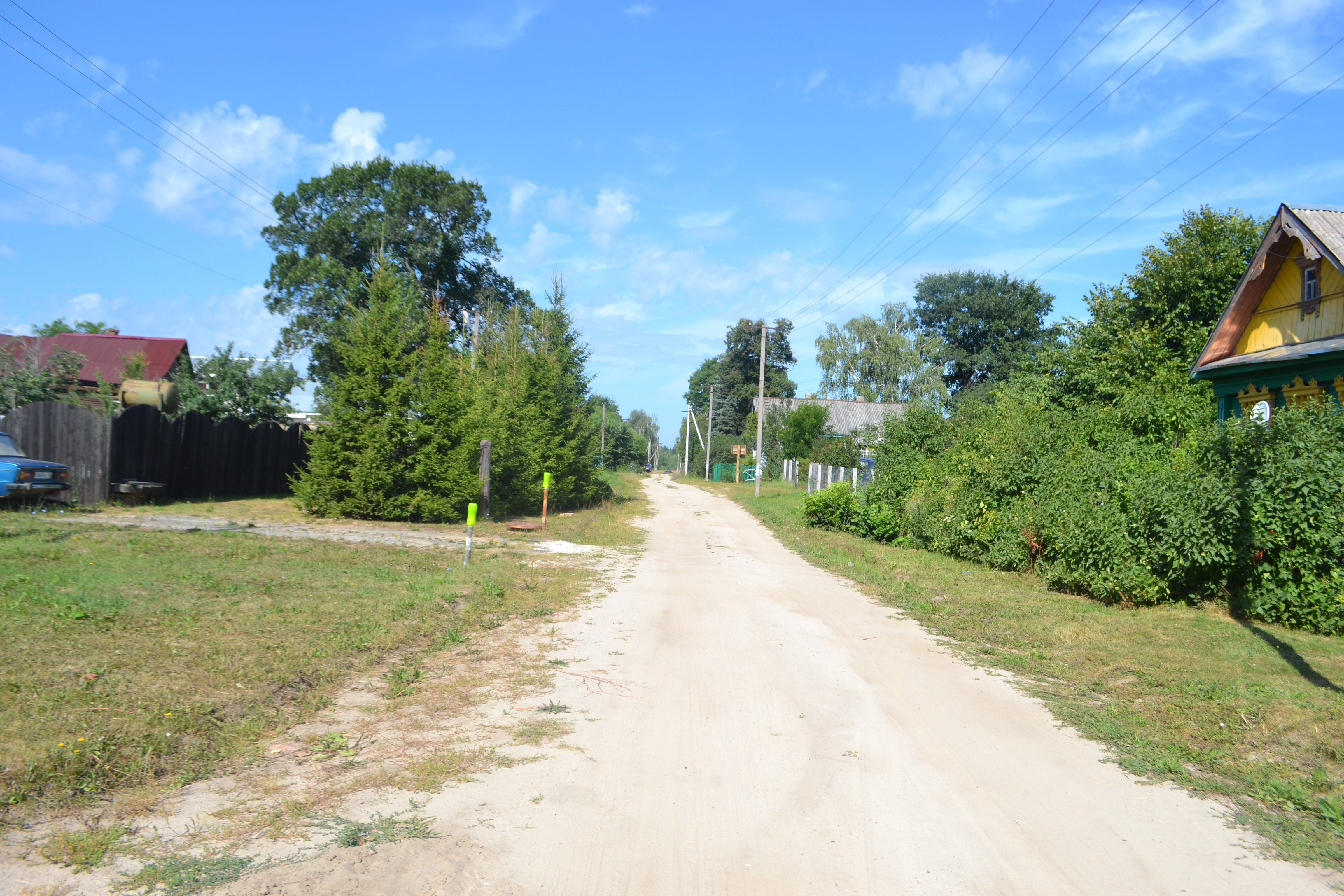
Фёдоровская
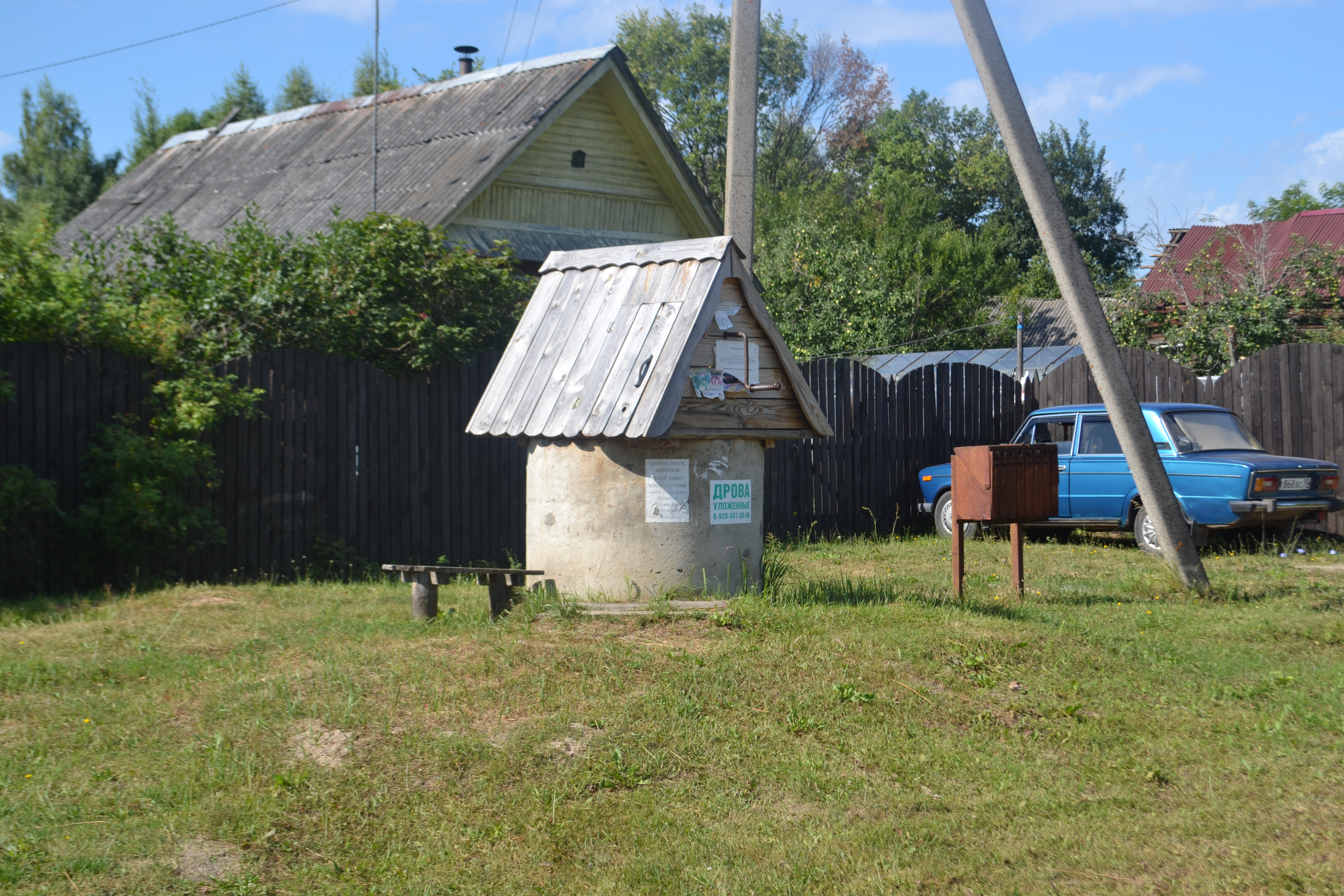
Колодец